# Styela mallei
Styela mallei är en sjöpungsart som beskrevs av Monniot 1979. Styela mallei ingår i släktet Styela och familjen Styelidae.
Artens utbredningsområde är Södra Ishavet. Inga underarter finns listade i Catalogue of Life.